# Eutrepsia polyxena
Eutrepsia polyxena là một loài bướm đêm trong họ Geometridae.